# Euchorthippus herbaceus
Euchorthippus herbaceus är en insektsart som beskrevs av Zhang, Fengling och Xingbao Jin 1985. Euchorthippus herbaceus ingår i släktet Euchorthippus och familjen gräshoppor. Inga underarter finns listade i Catalogue of Life.